# Vịnh Botany
Vịnh Botany, một vịnh nhỏ đại dương mở, tọa lạc ở Sydney, New South Wales, Australia, cách khu kinh doanh trung tâm Sydney 13 km về phía nam. Nguồn của nó là nơi hợp lưu của Georges River at mũi Taren và sông Cooks tại Kyeemagh, và chảy 10 km (6 mi) về phía đông trước khi gặp miệng tại biển Tasman, giữa La Perouse và Kurnell.
Tổng diện tích lưu vực của vịnh là khoảng 55 km2 (21 dặm vuông). Mặc dù tương đối khó chịu, vịnh này phục vụ như là cảng biển hàng hóa chính của Sydney, nằm ở Port Botany, với các cơ sở do Tổng công ty Cảng Sydney quản lý. Hai đường băng của Sân bay Sydney kéo dài ra vịnh. Vườn quốc gia vịnh Botany nằm trên mũi phía bắc và phía nam của vịnh. Khu vực xung quanh vịnh thường được quản lý bởi Cục Đường bộ và Dịch vụ Hàng hải.
Vùng đất liền kề Vịnh Botany đã có cư dân thổ dân Tharawal và Eora định cư hàng ngàn năm và các gia tộc liên quan của họ. Vào ngày 29 tháng 4 năm 1770, Vịnh Botany là địa điểm đổ bộ đầu tiên của James Cook về HMS Endeavour trên vùng đất của Úc, sau sự hoạt động hàng hải rộng lớn của New Zealand. Sau đó, người Anh đã lên kế hoạch Botany Bay làm địa điểm cho một thuộc địa hình sự. Trong số các kế hoạch này là nơi cư trú đầu tiên của Châu Âu tại Úc tại Sydney Cove. Mặc dù vụ án hình sự đã gần như ngay lập tức được chuyển đến Sydney Cove, một thời gian ở Anh vận chuyển đến "Vịnh Botany" là một tên ẩn danh để vận chuyển đến bất kỳ khu định cư nào của Úc.